# Pietro Lasagni
Pietro Lasagni, italijanski diakon in kardinal, * 15. junij 1814, Carprarola, † 19. april 1885.

## Življenjepis
13. decembra 1880 je bil povzdignjen v kardinala in pectore.
27. marca 1882 je bil ponovno povzdignjen v kardinala in imenovan za kardinal-diakona S. Maria della Scala.